# Kongress der Gemeinden und Regionen des Europarates
Der Kongress der Gemeinden und Regionen des Europarates ist die institutionelle Vertretung der über 130.000 regionalen und lokalen Gebietskörperschaften der 46 Mitgliedstaaten des Europarates. Der Kongress besteht aus zwei Kammern, der Kammer der Gemeinden und der Kammer der Regionen. Die Plenarsitzungen des Kongresses werden im Europapalast (Palais de l’Europe) in Straßburg abgehalten, wo auch das Kongresssekretariat seinen Sitz hat. Seit 23. März 2021 ist der gewählte Präsident dieses politischen Gremiums Leendert Verbeek.

## Kurzzusammenfassung

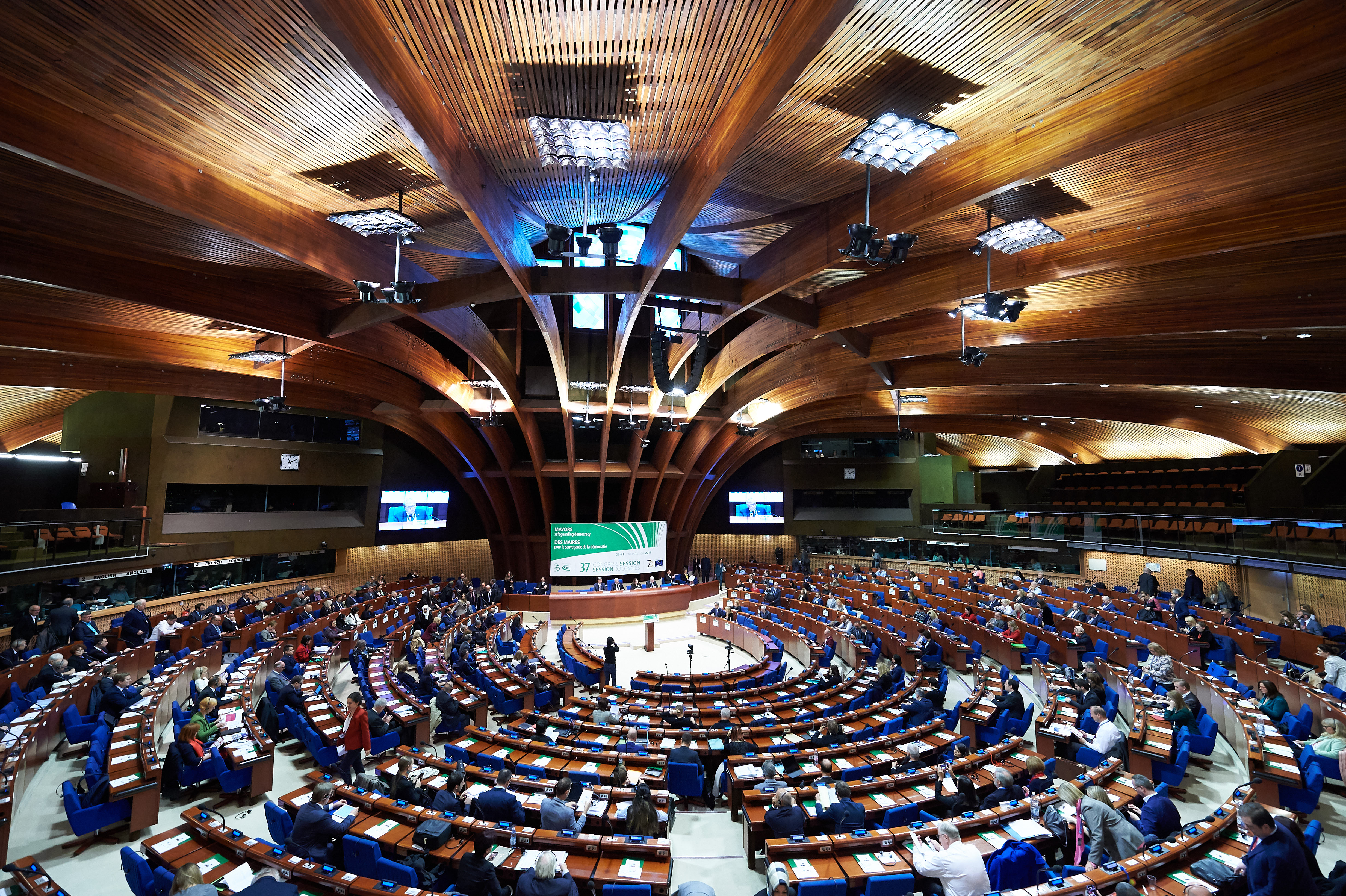
Plenarsitzung des Kongress

Der Kongress setzt sich aus den Repräsentanten der Mitgliedstaaten zusammen, die in ein lokales oder regionales Amt gewählt wurden und mit einem Mandat ausgestattet sind. Seine 306 Mitglieder sowie die 306 Vertretungen unterteilen sich in die nationalen und die politischen Delegationen.
Die Zielsetzung des Kongresses ist es, sicherzustellen, dass die lokalen und regionalen Behörden an der europäischen Integration Anteil nehmen und an der Arbeit des Europarats für Demokratie, Menschenrechte und einen Rechtsstaat partizipieren. Außerdem stellt er einen Ort des Austauschs dar, in dem sich die Mitglieder treffen können, um Probleme innerhalb der Gemeinden zu debattieren, ihre Erfahrungen zu teilen oder den Dialog mit nationalen Regierungen zu suchen.
Thematisch deckt der Kongress mit seinen Aktivitäten ein weites Gebiet ab, unter anderem stärkt er die Kooperation unter den Gemeinden und auf internationalem Level und setzt sich für Roma und Bürgerrechte ein. Der Kongress initiierte auch verschiedene Resolutionen oder Chartas, unter anderem die Europäische Charta der Regional- oder Minderheitensprachen, die Konvention über die Partizipation von Ausländern im öffentlichen Leben oder die Europäische Städtecharta.

## Entstehungsgeschichte
Die Geschichte des Kongresses spiegelt die über 50-jährige Entwicklung der Lokal- und Regionaldemokratie in Europa wider. Der Kongress der Gemeinden und Regionen wurde in seiner jetzigen Form am 14. Januar 1994 mit der statutarischen Entschließung 94(3) des Ministerkomitees des Europarates als Nachfolgeinstitution der Ständigen Konferenz der Gemeinden und Regionen Europas gegründet.
Die beratende Versammlung des Europarates beantragte im Jahr 1953 die Einberufung einer Europäischen Konferenz der Gemeinden. Sie orientierte sich an der Adoption der Europäischen Charta der Gemeindefreiheiten vom Rat der Gemeinden Europas, eine Organisation, die 1951 nach französischem Recht in Versailles gegründet wurde.
Der Einberufung der Konferenz wurde im Jahr 1956 durch das Ministerkomitee stattgegeben und in Folge wurde 1957 die erste Konferenz der Gemeinden ins Leben gerufen. Die erste Sitzung fand am 12. Januar 1957 in Straßburg unter dem Vorsitz des französischen Politikers Jacques Chaban-Delmas statt, welcher von Januar 1957 bis Januar 1960 als Präsident der Konferenz tätig war.
Während der jährlichen Konferenz beschloss die Konferenz im Jahr 1960, ihre Statuten in Form einer Projektcharta zu institutionalisieren, und sie wurde am 13. September 1961 durch das Ministerkomitee anerkannt.
Am 19. Februar 1975 erweiterte das Ministerkomitee die 1961 anerkannte Projektcharta, um offizielle Vertreter der Regionen in die Konferenz aufzunehmen. Die im Zuge der Änderungen umbenannte Konferenz der Gemeinden und Regionen Europas änderte 1979 ihren Namen erneut in Ständige Konferenz der Gemeinden und Regionen Europas.
Am 15. Oktober 1985 gab die Ständige Konferenz die Europäische Charta der kommunalen Selbstverwaltung zur Unterschrift frei, mit welcher der essentiellen Bedeutung der lokalen Selbstverwaltung für die Demokratie Rechnung getragen wurde. Diese Charta wurde seitdem von fast allen Mitgliedstaaten des Europarates ratifiziert.
Während des ersten Gipfels des Europarates in Wien am 9. Oktober 1993 wurde entschieden, ein beratendes Organ zu schaffen, das die Gemeinden und Regionen Europas repräsentiert. Die Ständige Konferenz beantragte 1994 beim Ministerkomitee, ihren Status zu stärken, und wurde daraufhin in den gegenwärtigen Kongress der Gemeinden und Regionen des Europarates umgewandelt. Im Jahr 1998 trat die Europäische Charta der Regional- oder Minderheitensprachen in Kraft.
Beim Gipfeltreffen des Europarates 2005 in Warschau betonten die Staats- und Regierungschefs der Mitgliedstaaten des Europarates die Wichtigkeit der Lokal- und Regionaldemokratie für Europa und hoben die Bedeutung des Kongresses und seines Auftrages hervor, indem sie ihm weiterhin Unterstützung für das Mandat zusagten. Im gleichen Jahr wurde ein Abkommen zur Zusammenarbeit mit dem Ausschuss der Regionen der Europäischen Union geschlossen.
Das Ministerkomitee hat am 2. Mai 2007 eine neue statutarische Entschließung und eine neue Charta für den Kongress der Gemeinden und Regionen verabschiedet. Die Veränderungen sind auf die neuen Anforderungen des Kongresses zurückzuführen. Neben seiner beratenden Tätigkeit werden die Wahlbeobachtung bei Regional- und Kommunalwahlen sowie eine enge Zusammenarbeit mit den nationalen Verbänden der Gebietskörperschaften und anderen europäischen Partnern (insbesondere dem Ausschuss der Regionen) als weitere Aufgaben des Kongresses identifiziert.

## Struktur

### Plenarsitzungen des Kongresses
Der Kongress setzt sich aus den Repräsentanten der Mitgliedstaaten zusammen, die in ein lokales oder regionales Amt gewählt wurden und mit einem Mandat ausgestattet sind. Sie werden für jeweils zwei Sitzungen bestellt (zwei Jahre) und werden in nationale und politische Delegationen eingeteilt. Momentan besteht der Kongress aus 306 Mitgliedern sowie deren 306 Vertretungen.
Die Mitglieder teilen sich in nationale und in politische Lager auf, wobei jede nationale Delegation die politische Machtverteilung im eigenen Land widerspiegeln sollte.
- EPP/CCE – Fraktion der Europäischen Volkspartei
- SOC/G/PD – Fraktion der Sozialisten, der Grünen und der Progressiven Demokraten
- ILDG – Fraktion der Unabhängigen und Liberaldemokraten
- ECR – Europäische Konservative und Reformer

Der Kongress trifft sich zweimal im Jahr zu den Plenarsitzungen im Mai und im Oktober in Strasbourg oder empfängt die Delegationen von europäischen Organisationen. Die Sitzungen der beiden Kammern finden während der Plenarsitzungen statt.
Alle zwei Jahre wählt der Kongress seinen Präsidenten aus den Repräsentanten.

### Kongressbüro
Das Kongressbüro, bestehend aus den Mitgliedern der Büros der regionalen wie auch der lokalen Kammer unter dem Vorsitz des Kongresspräsidenten, ist für die Vorbereitung der Plenarsitzungen, die Koordination der Arbeit der zwei Kammern und der Statutarischen Ausschüsse sowie das Budget verantwortlich. Somit stellt das Büro die Kontinuität der Arbeit zwischen den Plenarsitzungen sicher.

### Kammern

#### Kammer der Gemeinden
Die Hauptaufgabe der Kammer der Gemeinden ist es, die Situation von lokaler Demokratie und Lokalwahlen basierend auf der Europäische Charta der Gemeindefreiheiten zu beobachten. Sie ermöglicht nicht nur einen Dialog zwischen den Gemeinden, sondern gibt den Gemeinden eine gemeinsame Stimme. Im Übrigen behandelt die Kammer der Gemeinden auch gesellschaftliche Themen und unterstützt Zusammenschlüsse von europäischen Städten, so zum Beispiel interkultureller Dialog, e-Demokratie oder Multikulturalismus.
Auf der Grundlage der Treffen, die zweimal im Jahr während der Plenarsitzungen stattfinden, kann die Kammer der Gemeinden Empfehlungen, Resolutionen oder Bescheide verabschieden. Das Büro der Kammer der Gemeinden kann – falls nötig – ein Mitglied dazu verpflichten, einen Bericht zu einer relevanten Frage seiner Kompetenz zu verfassen. Die Kammer der Gemeinden hat die Aufgabe, relevante Fragen, die in ihren Zuständigkeitsbereich fallen, zu untersuchen und bei Bedarf Anfragen auf eine Diskussion im Kongress zu stellen.

#### Kammer der Regionen
Die Kammer der Regionen besteht aus Repräsentanten die zwischen den Lokal- und der Zentralregierung agieren. Um sich für die Kammer der Regionen zu qualifizieren, muss die Region entweder sich selbst verwalten oder legislative oder staatenähnliche Kompetenzen besitzen. Zusätzlich haben die Gebietskörperschaften in jenen Ländern, in denen sie ein weitläufiges Territorium abdecken, das Recht, der Kammer der Regionen beizutreten. Die Kammer der Regionen behandelt unter anderem die Rolle der Regionen in den Mitgliedsstaaten des Kongresses, regionale Demokratie, Interregionale Zusammenarbeit oder regionale Wirtschaft.

### Statutarisches Forum
Mit der Verabschiedung der überarbeiteten Charta des Kongresses am 19. Januar 2011 wurde der ehemalige Ständige Ausschuss durch das Statutarische Forum ersetzt, welches sich aus den Präsidenten aller nationaler Delegationen sowie den Mitgliedern des Kongressbüros zusammensetzt. Das Forum handelt zwischen den Plenarsitzungen im Auftrag des Kongresses und kann zu jedem Zeitpunkt vom Präsidenten des Kongressbüros einberufen werden.

### Statutarische Ausschüsse
Gleichzeitig mit der Formulierung der Prioritäten für den Zeitraum 2011–2012 im Oktober 2010 erschuf der Kongress auch drei neue Ausschüsse:
- den Monitoring-Ausschuss
- den Governance-Ausschuss
- den Social inclusion Ausschuss (ehemals Current Affairs Ausschuss)

#### Monitoring Ausschuss
Der Ausschuss zur Ehrung des Engagements und der Verpflichtungen der Mitgliedstaaten der Europäischen Charta der kommunalen Selbstverwaltung, oder kurz Monitoring-Ausschuss, ist verantwortlich dafür, die Umsetzung der Charta sowie institutionelle Veränderungen in Europa zu überwachen und Berichte über die Situation der lokalen und regionalen Demokratie zu verfassen.

#### Governance Ausschuss
Der Governance-Ausschuss ist für Themenbereiche zuständig, die das Statutarische Mandat des Kongresses betreffen, unter anderem Governance, öffentliche Finanzierung von Projekten, grenzübergreifende und interregionale Kooperation, e-Demokratie sowie die Zusammenarbeit mit internationalen Instituten.

#### Current Affairs Ausschuss
Die Aufgabe des Current Affairs Ausschusses ist es, die Rolle der regionalen und lokalen Regierungen in Anbetracht der großen Herausforderungen der modernen Gesellschaft zu identifizieren. Unter anderem beschäftigt er sich mit sozialem Zusammenhalt, Bildung oder nachhaltigem Wachstum unter Einbezug der Kernwerte des Europarates.
Die Ausschüsse sind verpflichtet, die Einhaltung der durch den Kongress verabschiedeten Texte anhand ihrer Berichte zu überwachen. Sie überwachen sowohl die internationalen Tätigkeiten des Europarates als auch die Ausschüsse der parlamentarischen Versammlung.
Außerdem überwachen die Ausschüsse alle Fragen, die in ihre Zuständigkeit gehören, können jedoch auch andere Thematiken aufgreifen, sofern sie diese für relevant erachten. Dies muss nicht zwangsläufig zu einem Bericht oder einer Konferenz führen. 
Im Jahr 2024 wurde der Ausschuss für aktuelle Angelegenheiten in Ausschuss für soziale Eingliederung und Menschenwürde umbenannt.

### Sekretariat
Das Kongresssekretariat wird vom Generalsekretär geleitet, der für fünf Jahre von der Plenarsammlung des Kongresses gewählt wird. Aktuell steht dem Sekretariat des Kongresses der Generalsekretär Andreas Kiefer (seit März 2010) vor, welcher in seinen Funktionen durch den Kongressdirektor unterstützt.
Das Sekretariat der zwei Kongresskammern wird von jeweils zwei Exekutivsekretären, die nach Absprache mit dem Kongressbüro durch den Generalsekretär ernannt werden, besetzt.

### Unabhängige Expertengruppen zur Europäischen Charta der kommunalen Selbstverwaltung
Die unabhängige Expertengruppe (UEG) steht dem Kongress zur Seite, seine Verantwortungen im Bereich der lokalen und regionalen Demokratie wahrzunehmen. Die Experten werden aus Universitäten oder anderen wissenschaftlichen Zentren anhand ihrer fachlichen Kompetenz in Rechts-, Wirtschafts- oder Politikwissenschaften rekrutiert und besitzen ein erneuerbares Mandat für vier Jahre.
Die UEG ist beauftragt, dem Kongress bei Folgendem zu assistieren:
- Erstellung von Berichten zum Zustand der Lokal- und Regionaldemokratie in den Mitgliedstaaten (Montoringauftrag)
- Erstellung von Berichten über einen spezifischen Aspekt der Charta in einem Land oder einer Gruppe von Ländern (spezifischer Monitoring Auftrag)
- Erstellung von Berichten auf eine Kontrollanfrage über einen bestimmten Punkt, der mit der Charta in Konflikt steht (Untersuchungsauftrag)
- Alle Aktivitäten, die mit der Förderung der Lokal- und Regionaldemokratie verbunden sind und auf eine Evolution der lokalen und regionalen Autonomie auf der Basis der Charta abzielen.

## Aktivitäten

### Monitoring der Lokal- und Regionaldemokratie
Der Kongress überwacht die Einhaltung der Europäischen Charta der kommunalen Selbstverwaltung anhand von regelmäßigen Kontrollen (alle fünf Jahre) der Mitgliedstaaten. Die Kontrolle wird durch eine in den Staat entsandte Delegation durchgeführt, die im Anschluss einen Bericht über die momentane Lage verfasst. Das Monitoring stellt für den Kongress die Basis für weitergehende Aktivitäten und einen konstruktiven Dialog mit den Mitgliedsstaaten dar. Es erlaubt dem Kongress außerdem, die Strukturen und juristischen Instrumente für die Regierungen und die Parlamente und die Abgeordneten besser kennenzulernen und sich somit ein komplettes Bild zu machen.
Der Kongress erstellt auch allgemeine beziehungsweise thematische Berichte, welche eine themenüberschneidende Analyse zur Anwendung der Charta liefern. Im Anschluss werden die Berichte in den Plenarsitzungen diskutiert und können in einer Empfehlung des Kongresses resultieren. Im Rahmen seiner Kontrollen in den Mitgliedstaaten hat der Kongress auch die Aufgabe, die Abgeordneten in Bezug auf Menschenrechte und im Besonderen deren Anwendung auf lokaler und regionaler Ebene zu sensibilisieren.

### Wahlbeobachtung der Lokal- und Regionalwahlen
Die Beobachtung der Lokal- und Regionalwahlen ist ein weiterer Aspekt der Arbeit des Kongresses zur Stärkung der lokalen und regionalen Demokratie. Neben der Tätigkeit von Wahlbeobachtern, die am Wahltag von Mitgliedern des Kongresses geleitet werden, sind umfangreiche Vorbereitungen nötig, so zum Beispiel die Prüfung des politischen und juristischen Systems, der Medien und der Wahlvorbereitungen. Im Anschluss wird ein Bericht verfasst, der zu einer Empfehlung des Kongresses über zu ergreifende Maßnahmen führen kann.

## Kooperationsprogramme
Der Kongress partizipiert und unterstützt aktiv Projekte, die auf die Stärkung der lokalen Demokratie und der grenzenübergreifenden Kooperation abzielen. Aus diesem Grund hat der Kongress mitgeholfen, mehrere internationale Verbände zu gründen, und diese auch weiter unterstützt, im Besonderen durch seine Kenntnisse im Bereich der Fortbildung. Folgende Programme werden offiziell unterstützt:
- Verband der Agenturen für lokale Demokratie (ALDA)
- Network of Associations of Local Authorities of South-East Europe (NALAS)
- European Network of Training Organisations (ENTO)
- National Association of Local Authorities of Georgia (NALAG)

Der Kongress arbeitet im Rahmen der Projekte in enger Kooperation mit den verschiedenen Teilen des Europarates zusammen. Diese Programme werden momentan insbesondere für bestimmte Mitgliedstaaten, wie zum Beispiel die Ukraine, die kaukasischen Staaten, den Balkan aber auch für nordafrikanische Staaten wie Tunesien oder Marokko entworfen.
Der Kongress engagiert sich innerhalb dieser Projekte vor allem in der Qualitätssicherung, Konsolidierung der Reformen und der Verbesserung der Kapazitäten der Abgeordneten, sodass ein konstruktiver Dialog zwischen den Zentralregierungen und den Bürgern entstehen kann.

## Partner des Kongresses

### Nationale Organisationen der Gemeinden und Regionen
Der Kongress unterhält Kontakte und Austäusche mit verschiedenen repräsentativen Organisationen aus allen Mitgliedsstaaten des Kongresses. In Frankreich zum Beispiel kooperiert der Kongress mit der Vereinigung der französischen Bürgermeister, dem Verband der Regionen Frankreichs und dem Verband der Departements Frankreichs.

### Internationale Organisationen der Gemeinden und Regionen
Der Kongress arbeitet regelmäßig mit internationalen Organisationen zusammen, unter anderem mit Eurocities, United Cities and Local Governments und dem Rat der Gemeinden und Regionen Europas.

### Ausschuss der Regionen der Europäischen Union
Die Kooperation zwischen dem Kongress und dem Ausschuss der Regionen wurde 2005 durch ein Abkommen beschlossen. Ziel der Kooperation ist es, gemeinsame Aktivitäten zu entwerfen und durchzuführen, sowie sich auf einer regelmäßigen Basis auszutauschen. Sie basiert auf dem Willen, unter Rücksicht der Prinzipien der Subsidiarität und der Proportionalität komplementär zueinander zu arbeiten.
Seit 2007 zieht der Kongress Mitglieder des Ausschusses der Regionen zu seinen Wahlbeobachtungen hinzu.

### Beobachter
All jene internationalen Organisationen, die einen Beraterstatus beim Europarat genießen, sind auch automatisch Beobachter im Kongress. Zusätzlich können noch weitere Organisationen den Beobachterstatus erhalten. Dadurch haben sie das Recht, an den Versammlungen und Arbeiten des Kongresses mitzuwirken und ihre Meinung auszudrücken, ohne jedoch aktiv an Abstimmungen teilnehmen zu können. Einer oder mehrere Repräsentanten einer Organisation mit Beobachterstatus kann zu den Versammlungen der Statutarischen Ausschüsse, dem Statutarischen Forum und dem Kongressbüro eingeladen werden.

## Mitglieder des Kongresses
Folgende Staaten sind Mitglieder im Kongress der Gemeinden und Regionen des Europarats:
| Staat                   | Mitglieder |
| ----------------------- | ---------- |
| Albanien                | 04         |
| Andorra                 | 02         |
| Armenien                | 04         |
| Aserbaidschan           | 06         |
| Belgien                 | 07         |
| Bosnien und Herzegowina | 05         |
| Bulgarien               | 06         |
| Dänemark                | 05         |
| Deutschland             | 18         |
| Estland                 | 03         |
| Finnland                | 05         |
| Frankreich              | 18         |
| Georgien                | 05         |
| Griechenland            | 07         |
| Irland                  | 04         |
| Island                  | 03         |

| Staat          | Mitglieder |
| -------------- | ---------- |
| Italien        | 18         |
| Kroatien       | 05         |
| Lettland       | 03         |
| Liechtenstein  | 02         |
| Litauen        | 04         |
| Luxemburg      | 03         |
| Malta          | 03         |
| Moldau         | 05         |
| Monaco         | 02         |
| Montenegro     | 03         |
| Niederlande    | 07         |
| Nordmazedonien | 03         |
| Norwegen       | 05         |
| Österreich     | 06         |
| Polen          | 12         |
| Portugal       | 07         |

| Staat                  | Mitglieder |
| ---------------------- | ---------- |
| Rumänien               | 10         |
| San Marino             | 02         |
| Schweden               | 06         |
| Schweiz                | 06         |
| Serbien                | 07         |
| Slowakei               | 05         |
| Slowenien              | 03         |
| Spanien                | 12         |
| Tschechien             | 07         |
| Türkei                 | 18         |
| Ukraine                | 12         |
| Ungarn                 | 07         |
| Vereinigtes Königreich | 18         |
| Zypern                 | 03         |
| GESAMT                 | 612        |

## Präsidenten des Kongresses
| Name                    | Amtszeit     | Land                   |  |
| ----------------------- | ------------ | ---------------------- |  |
| Jacques Chaban-Delmas   | 1957–1960    | Frankreich             |  |
| Georges Dardel          | 1960–1962    | Frankreich             |  |
| Henry Cravatte          | 1962–1964    | Luxemburg              |  |
| Francis Hill            | 1964–1968    | Vereinigtes Königreich |  |
| Alois Lugger            | 1968–1970    | Österreich             |  |
| Kjell T. Evers          | 1970–1972    | Norwegen               |  |
| Giancarlo Piombino      | 1972–1974    | Italien                |  |
| Reint Laan              | 1974–1976    | Niederlande            |  |
| Henry Cravatte          | 1976–1978    | Luxemburg              |  |
| Gordon H. Pirie         | 1978–1980    | Vereinigtes Königreich |  |
| Bernard Dupont          | 1980–1982    | Schweiz                |  |
| Erich Kiesl             | 1982–1984    | Deutschland            |  |
| John Winther            | 1984–1985    | Dänemark               |  |
| Antoni Siurana          | 1985–1987    | Spanien                |  |
| John Morgan             | 1987–1991    | Vereinigtes Königreich |  |
| Lucien Sergent          | 1991–1992    | Frankreich             |  |
| Bengt Mollstedt         | 1992–1994    | Schweden               |  |
| Alexander Tchernoff     | 1994–1996    | Niederlande            |  |
| Claude Haegi            | 1996–1998    | Schweiz                |  |
| Alain Chenard           | 1998–2000    | Frankreich             |  |
| Llibert Cuatrecasas     | 2000–2002    | Spanien                |  |
| Herwig van Staa         | 2002–2004    | Österreich             |  |
| Giovanni di Stasi       | 2004–2006    | Italien                |  |
| Halvdan Skard           | 2006–2008    | Norwegen               |  |
| Yavuz Mildon            | 2008–2009    | Türkei                 |  |
| Ian Micallef            | 2009–2010    | Malta                  |  |
| Keith Whitmore          | 2010–2012    | Vereinigtes Königreich |  |
| Herwig van Staa         | 2012–2014    | Österreich             |  |
| Jean-Claude Frécon      | 2014–2016    | Frankreich             |  |
| Gudrun Mosler-Törnström | 2016–2018    | Österreich             |  |
| Anders Knape            | 2018–2021    | Schweden               |  |
| Leendert Verbeek        | 2021-aktuell | Niederlande            |  |